# Ramelteon
Ramelteon (INN) is een geneesmiddel voor de behandeling van slapeloosheid. Het is het actieve ingrediënt in het middel Rozerem van Takeda Pharmaceutical Company uit Japan.
Ramelteon is een melatonine-agonist en bindt selectief aan de melatonine-receptoren MT1 en MT2. Het heeft slechts een geringe affiniteit voor de MT3-receptor. Ramelteon zou dezelfde werking hebben als melatonine bij het bevorderen van slaap.
Ramelteon is sedert 23 juli 2005 toegelaten in de Verenigde Staten. In de Europese Unie heeft Takeda echter zijn aanvraag voor een vergunning voor het in de handel brengen van ramelteon op 19 september 2008 ingetrokken. Het comité voor geneesmiddelen voor menselijk gebruik van het Europees Geneesmiddelenbureau (CHMP) had een negatief advies uitgebracht, omdat uit de uitgevoerde studies niet bleek dat ramelteon effectiever zou zijn dan melatonine. Bovendien waren de effecten op lange termijn van het middel onvoldoende onderzocht volgens het CHMP.